# Maria Kihl
Maria Kihl (a veces acredita como Mia Kihl), nacida el 23 de abril del año 1979 en Stockholm, es una actriz de voz sueca.

## Doblaje
- Quack Pack - Tjatte
- Babar - Víctor (doblaje De KM Studio)
- Luftens hjältar - Molly Cunningham (primera voz, primer doblaje), Voces adicionales
- Långbens galna gäng - Max
- Mupparnas Julsaga - The Ghost Of Christmas Past
- Janne Långben - The Movie - Stella
- Isla del drama - Sadie
- Los padrinos mágicos - Vicky

- Datos: Q3242779